# Luciano Lo Bianco
Luciano Lo Bianco (Calamuchita, Córdoba, Argentina, 29 de octubre de 1981) es un futbolista argentino. Juega de delantero y su actual equipo es Defensores de Belgrano.

## Clubes
| Club                   | País      | Año       |
| ---------------------- | --------- | --------- |
| Leandro N. Alem        | Argentina | 1999-2000 |
| Nacional               | Uruguay   | 2001      |
| Sarmiento              | Argentina | 2001-2003 |
| Brescia Calcio         | Italia    | 2003      |
| Sarmiento              | Argentina | 2004−2012 |
| Defensores de Belgrano | Argentina | 2012−     |

## Palmarés

### Campeonatos nacionales
| Título                        | Club      | País      | Año  |
| ----------------------------- | --------- | --------- | ---- |
| Primera B Metropolitana (Cl.) | Sarmiento | Argentina | 2012 |

- Datos: Q5982108